# Christian Gytkjær
Christian Gytkjær (født 6. maj 1990) er en dansk fodboldspiller, der spiller i den italienske Serie B klub Venezia. Hans foretrukne position på banen er angriber, men han spiller også kant. Han er bedst med venstre ben. Han er storebror til Frederik Gytkjær.

## Karriere

### Lyngby BK
Han startede sin seniorkarriere i Lyngby Boldklub, hvor han i sommeren 2008 indgik en to-årig kontrakt med klubben. Undervejs i sin tid i Lyngby var Christian Gytkjær med sin lillebror Frederik Gytkjær på et træningsophold i Liverpool FC.

### FC Nordsjælland
Da kontrakten med Lyngby udløb i sommeren 2010 skiftede Gytkjær på en fri transfer til Superligaklubben FC Nordsjælland. Kontrakten med klubben blev underskrevet 6 måneder før aftalen med Lyngby udløb.
I 2012 var der ikke udsigt til meget spilletid for Gytkjær i FC Nordsjælland, der blev danske mestre i sæsonen 2011/12, derfor blev han i foråret udlejet til 1. divisionsklubben AB, og i efteråret 2012 er han udlejet til den norske Tippeliga-klub Sandnes Ulf.

### FK Haugesund
Den 23. januar 2013 meddelte FC Nordsjælland at man havde solgt Gytkjær til den norske Tippeliga-klub FK Haugesund, hvor han fik en fire-årig kontrakt.

### Rosenborg BK
Den 6. januar 2016 blev det offentliggjort, at Chrhistian Gytkjær skiftede fra FK Haugesund til Rosenborg BK på treårig aftale. Den 19. marts 2016 scorede han sit første Tippeliga-mål for Rosenborg.
I Tippeligaen 2016 blev han topscorer med 19 mål.
I sæsonen 2016 var han med til at vinde både Tippeligaen og cupfinalen.

### 1860 München
Den 27. januar 2017 skrev han under på en kontrakt med TSV 1860 München til 2019.

### Lech Poznań
Den 28. juni 2017 skrev han under på en toårig kontrakt med Ekstraklasa-klubben Lech Poznań.

## Titler og hæder

### Klub
Lech Poznań
- Polsk runner-up mestre:
  - Vinder: 2019/20

FC Nordsjælland
- DBU Pokalen:
  - Vinder: 2010-11[15]

Rosenborg
- Tippeligaen (1): 2016[16][17]
- Norgesmesterskapet i fotball for menn (1): 2016

### Landshold
- Nordiske mestre:
  - Vinder: 2006

### Individuelt
- Topscorer i Ekstraklasa: 2020

- Topscorer i Tippeligaen: 2016
- Årets angriber i Tippeligaen: 2016